# Mayo Methot
Mayo Methot (* 3. März 1904 in Chicago, Illinois; † 9. Juni 1951 in Portland, Oregon) war eine US-amerikanische Schauspielerin.

## Leben und Karriere
Die in Chicago geborene und in Portland aufgewachsene Tochter eines Kapitäns und einer Polizeireporterin feierte in den 1920er-Jahren Erfolge als Theaterschauspielerin am Broadway. Zu Beginn der 1930er-Jahre zog sie nach Hollywood und bekam vor allem Nebenrollen in Produktionen der Warner-Brothers-Studios. Während der Dreharbeiten zu einem dieser Filme, Mord im Nachtclub, lernte sie 1937 Humphrey Bogart kennen, den sie im folgenden Jahr heiratete. Mayo war Bogarts dritte Ehefrau. Er nannte sie in Anspielung auf ihre Trinkfestigkeit und Streitlust „Sluggy“. Zeitzeugen beschrieben Mayo Methot in nüchternem Zustand als freundlich, war sie jedoch alkoholisiert, neigte sie zu heftigen Ausbrüchen von Jähzorn und Eifersucht. 
Ihre öffentlichen Streitereien mit Bogart waren in Hollywood legendär, und das Paar wurde in der Presse als „Battling Bogarts“ bezeichnet. Es kam auch vor, dass Mayo Methot ihren Ehemann vor Zeugen mit der Pistole bedrohte. Als Bogart sie 1945 für Lauren Bacall verließ, war Mayo Methots Schauspielkarriere bereits beendet, da Alkoholismus und Depressionen sie beherrschten. Sie zog zurück zu ihrer Mutter in ihre Heimatstadt Portland. Dort starb sie am 9. Juni 1951 in einem Motelzimmer im Stadtteil Multnomah an den Folgen ihres Alkoholkonsums.

## Filmografie
- 1922: And Women Must Weep (Kurzfilm)
- 1923: By Lantern Light (Kurzfilm)
- 1923: Mixed Trails (Kurzfilm)
- 1923: While the Pot Boils
- 1930: Taxi Talks (Kurzfilm)
- 1931: Squaring the Triangle (Kurzfilm)
- 1931: Corsair
- 1932: Das Rätsel einer Nacht (The Night Club Lady)
- 1932: Vanity Street
- 1932: Unbescholten (Virtue)
- 1932: Afraid to Talk
- 1933: The Mind Reader
- 1933: Lilly Turner
- 1933: Good-bye Love
- 1933: Der Staranwalt von Manhattan (Counsellor at Law)
- 1934: Ein feiner Herr (Jimmy the Gent)
- 1934: Harold Teen
- 1934: Registered Nurse
- 1934: Side Streets
- 1934: Mills of the Gods
- 1935: The Case of the Curious Bride
- 1935: We’re in the Money
- 1935: Dr. Socrates
- 1936: Mr. Deeds geht in die Stadt (Mr. Deeds Goes to Town)
- 1936: Mordprozess Harms (The Case Against Mrs. Ames)
- 1937: Mord im Nachtclub (Marked Woman)
- 1938: Women in Prison
- 1938: Numbered Woman
- 1938: Drei Schwestern aus Montana (The Sisters)
- 1939: Should a Girl Marry?
- 1939: Unexpected Father
- 1939: A Woman Is the Judge
- 1940: Brother Rat and a Baby